# Assa darlingtoni
Assa darlingtoni é uma pequena rã terrestre encontrada em florestas tropicais em zonas montanhosas do Sudeste de Queensland e norte de Nova Gales do Sul, Austrália. É a única espécie do género Assa e é parte da família Myobatrachidae.

## Morfologia
É uma pequena rã com cerca de 2,5 cm de comprimento, vermelho-acastanhado na cor, com alguns indivíduos tendo manchas em forma de V invertido e/ou pontos castanho-claro distribuídos aleatoriamente nas suas costas. A maioria dos espécimes têm uma faixa marrom escura que é executado a partir da narina através do olho para baixo ao lado do corpo. Uma dobra de pele está presente em ambos os lados da rã compreendido entre seus olhos e seu quadril. Suas mãos e os pés são completamente livres de membranas interdigitais e discos, mas as pontas dos dedos e dedos dos pés são inchadas. O olho é ouro com mancha marrom e quando o aluno é formado é horizontal. Há uma 'bolsa' no seu quadril onde os girinos da rã viajam após a eclosão.

## Ecologia e comportamento
Este sapo esconde-se sob troncos, rochas e resíduos de folhas em florestas tropicais e florestas esclerófilas húmidas adjacentes. Ele pode chamar durante o dia, mas a chamada é mais intensa durante o amanhecer e anoitecer. Seu apelo é um eh-eh-eh-eh-eh-eh muito tranquilo, geralmente de seis a dez notas. Este sapo rasteja em vez de saltar. Acredita-se que as fêmeas começam a reproduzir-se com entre 2 a 3 anos e que uma única fêmea produz 1-50 ovos por ano. Ovos são postos na terra (sob troncos em decomposição, rochas ou detritos de folhas) uma vez que os girinos não precisam de água para a metamorfose. Reprodução ocorre durante a Primavera e Verão. Rãs machos e fêmeas protegem o ninho de ovos e o macho carrega os girinos na bolsa depois de eles eclodirem. Os girinos residirou na bolsa até se transformarem.
Esta espécie anteriormente experimentou declínio, porém recuperou.

## Espécies semelhantes
Embora este sapo seja a única espécie no seu género, ele pode ser confundido com Philoria loveridgei. Philoria loveridgei tem dobras da pele angular na superfície dorsal e braços mais grossos do que Assa darlingtoni.